# 木村庄之助 (34代)
34代 木村 庄之助（さんじゅうよんだい きむら しょうのすけ、本名は伊藤 勝治（いとう かつはる）、1943年4月21日 - ）は、大相撲の立行司の一人。木村庄之助としての在位期間は2007年5月〜2008年4月。錦島部屋→式秀部屋→伊勢ノ海部屋所属。

## 経歴
昭和18年（1943年)、愛知県名古屋市生まれる。小学4年生より東京都江戸川区小岩で育つ。父は硫黄島の戦いに従軍して戦死、母も結核で死去したため、幼少時は力士だった義伯父（母の義兄）に育てられた。
1956年5月場所に式守勝春の名で初土俵。師匠は木村筆之助。
幕内格時代まで場内アナウンスを長らく担当していた。
2005年9月場所に三役格になったあと、史上最短の4場所で通過して、2006年5月場所、36代式守伊之助を襲名する。
2007年5月場所より34代木村庄之助を襲名。2008年3月場所後に65歳となり、停年退職となった。

## 人物
- 「組織をまとめる能力」に優れており、協会の行事においては、若手時代から進行役に抜擢されることが多かった。
  - 1984年9月23日、蔵前国技館での最後の本場所興行において、閉場式の司会進行役を務めた。
  - 1995年6月、終戦50年にあたり、硫黄島で奉納土俵入りを行ったとき、慰霊祭の議事進行を務めた。上述のように、伊之助本人も硫黄島で父を亡くしていたが、抜擢した境川理事長（元横綱・佐田の山）も、そのような経緯があることは知らなかったという[2]。
  - 2005年6月13日、二子山親方（元大関・貴ノ花）の協会葬において、総合司会進行役を務めた。
  - その他、海外公演などにおいても、まとめ役をつとめていた[3]。
- 身長が179センチあり、歴代の立行司では一番の高身長とされる。実際は182cmは身長があったが、当時の現役行司に彼以外に180cmを超える行司が1人しか居なかったことや、本人が「力士ならまだしも行司で180cmを超えていると化け物扱いされて嫌だ」という本人の希望から、あえて身長を3cm逆サバ読みしていた。
- 「電脳行司」と表現されるほど、ITに親しんでおり、かつて存在した「大相撲フォーラム」の常連として、ネット上での書き込みを行っていた。また、伊勢ノ海部屋公式応援ページにも自身のコーナーを持っている（掲載されているGIF画像ファイルでは、お辞儀をしたり、軍配を回したりしているなど、画像ファイルの加工技術もなかなかのものだと思われる）。停年後、自身のホームページを改装し、ブログを開設している。
- 犬を飼っている。
- 戦前生まれの最後の行司である。

## エピソード
- 時間いっぱいの構えは長い間大きく屈んだ姿勢だったが、2002年頃に正面を向く形に変更した。また立合いの際、「はっきよい！」を言わない時代が長かったが、これも2002年頃より言うようになった。
- 2008年1月場所6日目の横綱朝青龍 - 前頭2枚目雅山（現二子山）戦で、勝利した朝青龍に勝ち名乗りを上げた際、左手に観客の投げた座布団が当たり、持っていた懸賞金を落とし"土をつけてしまう"というアクシデントが起きている。
- 立行司に昇進してから、差違いは一度もなかった。
- 伊之助時代、硫黄島遺児であった縁から、硫黄島航空基地に講演に招かれた。その時、基地内の相撲部に求められて、部の看板を揮毫した[4]。
- 庄之助襲名時、産経新聞のインタビューにおいて「木村庄之助は雲の上の存在」、実際なってみたら「喜びと言うより怖い」と発言していた。
- 停年記者会見にて、思い出の残る一番として、自身の幕下格最終場所となった1979年11月場所の西幕下38枚目高橋山（のちの十両若ノ海） - 東幕下35枚目栃湊戦を挙げている。この一番は4回も取り直しとなった死闘であった。
- 2015年1月5日放送の『きょうの料理』（NHK Eテレ、相撲部屋のちゃんこ鍋を特集）にて流された伊勢ノ海部屋のリポートVTRに、たまたま部屋を訪問していた庄之助が伊勢ノ海親方らとちゃんこを食べているシーンがあり、庄之助はその時食べていた部屋伝統の"ソップ炊き"を「入門当時から変わらない味」と評していた。
- 横綱・栃錦からはいつも「クニモン」と呼ばれ、一門外であるにもかかわらず目を掛けられていた[5]。

## 履歴
- 1956年5月　初土俵・式守勝春（のち勝治）
- 1980年1月　十両格に昇進。
- 1992年1月　幕内格に昇進。11代式守与太夫を襲名。
- 2005年9月　三役格に昇進。
- 2006年5月　立行司に昇格。36代式守伊之助を襲名。
- 2007年5月　34代木村庄之助を襲名。
- 2008年4月21日　停年退職。

## 著書
- 34代 木村庄之助 (監修)、福家聡子（イラスト）『相撲「通」レッスン帖』大泉書店（原著2015年9月11日）。ISBN 978-4278052503。 NCID BB19937788。
- 34代 木村庄之助 (監修)『大相撲の解剖図鑑』エクスナレッジ（原著2016年9月10日）。ISBN 978-4767821863。 NCID BB22162958。
- 34代 木村庄之助 著、デビッド・シャピロ 訳『バイリンガルで楽しむ日本文化 相撲見物』青幻舎（原著2017年9月8日）。ISBN 978-4861526329。 NCID BB24784278。
- 34代 木村庄之助 (監修)『大相撲観戦ガイド』マガジンハウス〈マガジンハウスムック〉（原著2017年12月29日）。ISBN 978-4838752676。 NCID BB25737502。

## 出演
ゲーム
- PS2 『日本相撲協會公認・日本大相撲・本場所激闘編』　行司役